# Liste des cols de l'Esterel
Liste non exhaustive des cols de l'Esterel :
| Nom                  | Département     | Altitude (mètres) | Type    | Géolocalisation                   | Remarque |
| -------------------- | --------------- | ----------------- | ------- | --------------------------------- | -------- |
| Col de la Cadière    | Alpes-Maritimes | 241               | routier | 43° 29′ 42,91″ N, 6° 54′ 13,81″ E |          |
| Col de l'Esquillon   | Alpes-Maritimes | 83                | routier | 43° 29′ 15,05″ N, 6° 56′ 39,46″ E |          |
| Col des Trois Termes | Alpes-Maritimes | 303               | routier | 43° 30′ 09,42″ N, 6° 53′ 02,19″ E |          |